# Труба Тарас Іванович
Тара́с Іва́нович Труба́ (9 березня 1914, Катеринослав, нині Дніпро, Україна — 24 листопада 1991, Світловодськ, Україна) — український зоотехнік, хімік-технолог, винахідник сільськогосподарських лабораторних приладів, автор понад 30 наукових праць та рефератів, конструктор, художник-аматор, майстер спорту СРСР з парусного спорту, молодший син просвітянина, комісара народної освіти Катеринославської губернії Івана Труби, похресник історика Дмитра Яворницького, жертва сталінських репресій.

## Біографія
9 березня (за новим стилем) 1914 року в Катеринославі в родині інженера-технолога Івана Труби і його дружини Віри Петрівни народився молодший син, якого назвали на честь Тараса Григоровича Шевченка. Насправді народився 26 лютого 1914 (за старим стилем) тобто 11 березня за новим - ДАДО фонд 193 опис 3 справа 538 сторінка 46 зворот.
23 квітня 1914 року в Благовіщенській церкві Тараса охрестив протоієрей Євлампій Костянтинович Краснокутський. Хрещеними були: історик Дмитро Яворницький, донька техніка-будівельника Марія Теремовська, лікар Юхим Павловський і почесна громадянка Катеринослава Галина Ємець.
У родині Труби усіх дітей називали на честь видатних українських письменників та поетів. Старшого сина Бориса назвали на честь Бориса Грінченка, а доньку Олесю — на честь Лесі Українки.
Родина з 1907 по 1919 роки проживала в Катеринославі у власному будинку по вулиці Пороховій, 22 (наразі вулиця Кавалерійська, 22). Будинок збудували за власним проєктом Івана Труби.
Вихованням сина, як і інших дітей, займалася мати. Тарас часто бував в гостях у Дмитра Яворницького (в його будинку, в музеї, бував на дніпрових порогах і вчив на пам'ять вірші про Тараса Шевченка).
Навчався у 6-й катеринославській залізничній трудовій школі, садово-городньому технікумі. Як син «ворога народу» не міг одержати вищу освіту в Україні. Закінчив Єреванський зоотехнічний інститут.

## Друга світова війна і концтабір
Під час Другої світової війни служив у хімічному танковому батальйоні (Шихани), сконструював лижний вогнемет Труби (ЛОТ). 10 років відбував заслання в Норильську за несправедливим доносом «за антирадянську агітацію» (1941—1956), реабілітований через 15 років за часів Хрущовської відлиги (1956).

## Життя після концтабору
Проживав з дружиною Антоніною Зав'яловою у Дніпропетровську, працював у хіміко-технологічному та сільськогосподарському інститутах. Захоплювався греблею, лижним та парусним спортом, з дитинства мав хист до малювання, конструювання та винахідництва. Майстер спорту, автор ряду винаходів, художник (персональна виставка 1989). Останні роки життя проживав у Світловодську (з 1974), де був організатором парусного спорту, брав участь у ВДНГ. Помер у Світловодську 24 листопада 1991 року. Похований за участі представників Дніпропетровського національного історичного музею ім. Д. І. Яворницького.

## Творчість
У 1991 році написав «Спогади» про своє життя і про життя Дмитра Яворницького. Рукопис передав до фондів Дніпропетровського національного історичного музею імені Д. І. Яворницького.
Зберіг незначну частину архіву батька, фотографії та подарунки від Дмитра Яворницького.

## Праці
• Труба Т. І. Спогади. Світловодськ, 1991. Фонди ДНІМ. АФД-322/1-2.
• Труба Т. Дмитро Яворницький (уривок зі «Спогадів») // Січеславщина. 2020. Вип. 9. С. 113—116.

## Авторські свідоцтва

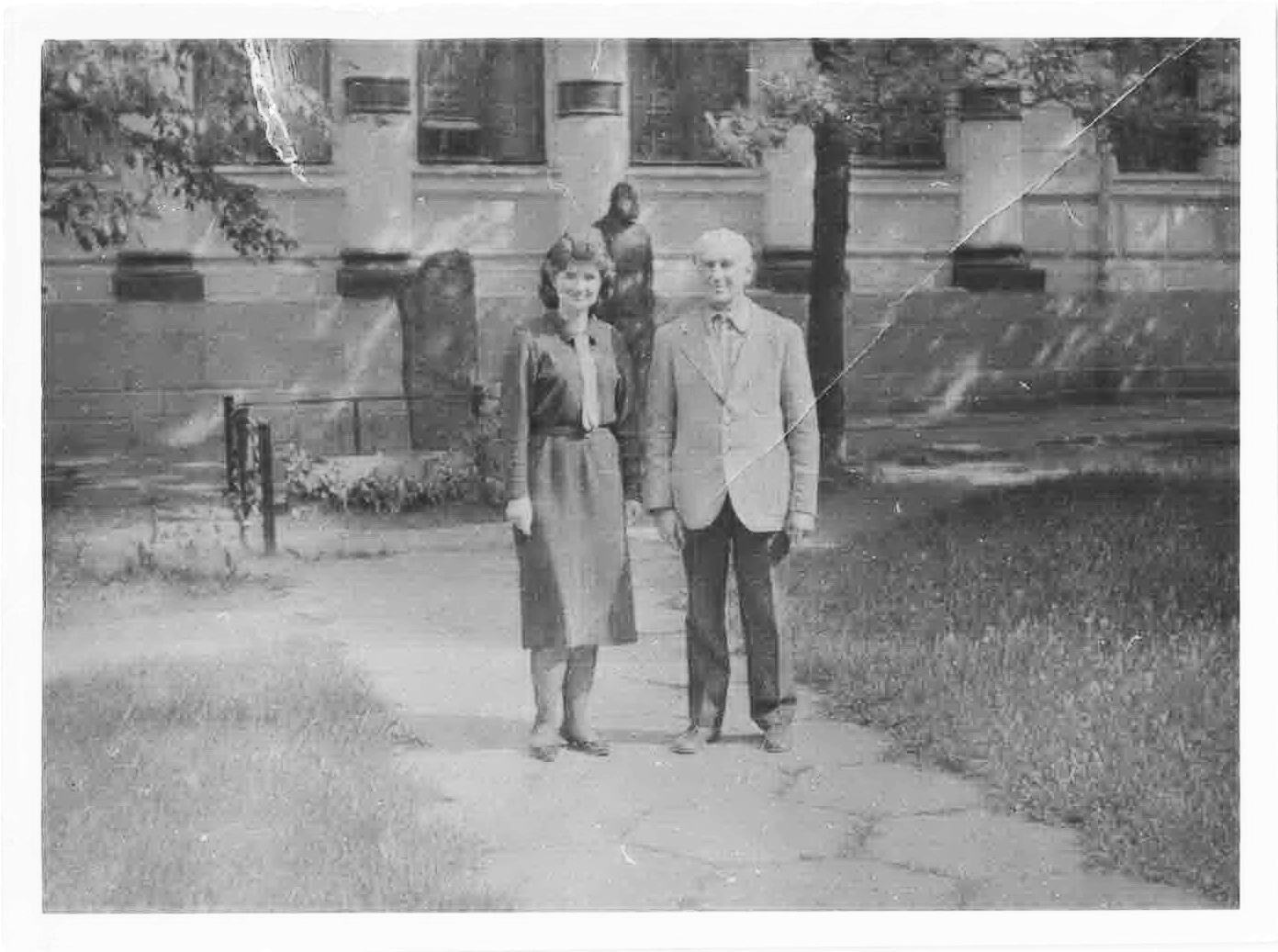
Труба і Василенко біля могили Яворницького, 1991 рік

• прилад для визначення рихлов'язої вологи в ґрунті (1966),
• прилад для визначення вологості в рослинних матеріалах в ґрунті (1966),
• мікрокрапельний аналізатор (1966),
• мікрокомпоратор горизонтальний (раціоналізаторська пропозиція, 1966),
• «О термолизе сельскохозяйственных отходов» (співавтор, 1966).